# Дьюи, Джордж
Джордж Дьюи (англ. George Dewey) — американский военный, с именем которого связывают победу в битве в Манильской бухте во время Испано-американской войны. Единственный человек в истории, удостоенный высшего воинского звания флота США — адмирала военно-морских сил.

## Биография
Родился 26 декабря 1837 года в городе Монтпилиер, США. Отец, после окончания Вермонтского университета, работал врачом и являлся одним из основателей Национальной страховой компании. У Джорджа было два старших брата и младшая сестра. Семья принадлежала к Епископальной церкви.
Джордж Дьюи посещал школу в соседнем городке Джонсон, а в 15-летнем возрасте поступил в Норвичскую военную школу, где провёл два года. В 1854 году он поступил в Военно-морскую академию, которую окончил в 1858 году.
Став мичманом, Джордж Дьюи совершил круиз на шлюпе «Саратога», после чего получил назначение на лучшее судно флота США — пароходофрегат «Уобэш», флагман Средиземноморской эскадры. На борту этого корабля Джордж Дьюи посетил Средиземное море.
В годы гражданской войны Джордж Дьюи воевал на стороне северян, участвовал в морской блокаде Юга и взятии Нового Орлеана.
По окончании войны Джордж Дьюи остался на службе, занимал разные должности. В 1880 году возглавил комиссию по маякам. В 1897 году решил вернуться к активной службе и возглавил Азиатскую эскадру. В следующем году началась испано-американская война, и эскадра Дьюи в ходе битвы при Кавите уничтожила испанскую Тихоокеанскую эскадру, сделав возможным захват Филиппин. По возвращении в 1899 году на родину он был встречен как герой. Актом Конгресса от 1903 года ему было присвоено звание адмирала ВМС, ретроактивно с 1899 года.
Рассматривался реальным кандидатом в президенты США 1900 года от демократической партии, но прекратил кампанию из-за католического вероисповедания своей супруги, вызывавшее неприятие консервативное публики.

## Воинские звания
- мичман — 11 июня 1854
- мичман, выдержавший экзамен на присвоение звания лейтенант (passed midshipman) — 19 января 1861

Во время Гражданской войны в США 1861—1865 существовала практика присваивания офицерам военно-морских званий основываясь на необходимости замещения тех или иных вакантных должностей. Дж. Дьюи был таким образом произведен в лейтенанты, поскольку был «прикомандирован» к адмиралу Дэвиду Фаррагуту.
Он никогда не имел званий энсина (ensign) и лейтенанта младшего класса (в 1860-х более известное как мастер).
| лейтенант      | лейтенант-коммандер | коммандер      | капитан          |
| O-3            | O-4                 | O-5            | O-6              |
| -------------- | ------------------- | -------------- | ---------------- |
|                |                     |                |                  |
| 19 апреля 1861 | 3 марта 1865        | 13 апреля 1872 | 27 сентября 1884 |

| коммодор        | контр-адмирал | адмирал      | адмирал военно-морских сил                   |
| O-7             | O-8           | O-10         | специальное звание                           |
| --------------- | ------------- | ------------ | -------------------------------------------- |
|                 |               |              |                                              |
| 28 февраля 1896 | 10 мая 1898   | 2 марта 1899 | 24 марта 1903 со старшинством с 2 марта 1899 |

## Память
- В 1903 году в Сан-Франциско (Калифорния, США) адмиралу был установлен памятник.